# 藤澤勇希
藤澤 勇希（ふじさわ ゆうき）は、日本の漫画家、漫画原作者。岡山県岡山市出身。代表作は『BM ネクタール』など。別名義にあまや ゆうき。

## 略歴
1988年、小学館新人コミック大賞の少年マンガ部門にて「グルジエフの肖像」で佳作を受賞。
漫画以外の活動としては、劇団「アルザマス16」を主催。演目すべての脚本を手がけており、かつては出演もしていた。

## 作品一覧

### 単行本
- 演神（小学館『ビッグコミックスピリッツ』、全1巻（双葉社））
- 将星の門（メディアワークス『月刊電撃コミックガオ!』、第1巻のみ）
- 球鬼Z（秋田書店『ヤングチャンピオン』、全2巻）
- BM ネクタール（秋田書店『週刊少年チャンピオン』2000年3号 - 2002年33号、全12巻）
- UKキングダム（秋田書店『週刊少年チャンピオン』2003年31号 - 2004年16号、全4巻）
- エレル（秋田書店『週刊少年チャンピオン』2005年6号 - 2005年21号、全2巻）
- メトロ・サヴァイブ（秋田書店『プレイコミック』、全2巻）
- レギオン（秋田書店『プレイコミック』、全3巻）
- ワルタハンガ〜夜刀神島蛇神伝〜（秋田書店『プレイコミック』、全3巻）
- 今、そこにある戦争（小学館『ビッグコミックオリジナル』、全4巻）あまやゆうき名義、脚色（原作：テーラー平良、作画：稲井雄人）
- マガツクニ風土記（小学館『ビッグコミックスピリッツ』、全6巻）あまやゆうき名義、原作（作画：吉田史朗）
- 三つ目黙示録 〜悪魔王子シャラク〜（秋田書店『チャンピオンRED』2016年11月号 - 2018年5月号、全4巻）脚本（作画：柚木N'）
- 残照の帝國（小学館『ビッグコミックオリジナル』電子版、全4巻）あまやゆうき名義、原作（作画：稲井雄人）
- Dr.キリコ 白い死神（秋田書店『別冊ヤングチャンピオン』2016年5月号 - 2018年12月号、全5巻）脚本（作画：SANORIN）
- 海喰い（秋田書店『マンガクロス』2020年3月10日 - 2021年10月26日、全3巻）原作（作画：戸田泰成）
- まんがでわかる日米地位協定・高校生が日米地位協定を調べてみた！（小学館 2020年8月3日 著者／平良隆久 監修／前泊博盛）

### 読み切り作品
- グルジエフの肖像 - 「小学館新人コミック大賞」受賞作
- ワンダラー（小学館『ビッグコミックスピリッツ』）
- 双つ目の太陽（小学館『ビッグコミックスピリッツ増刊』）
- 静かなる木偶（双葉社『漫画アクション』）
- ヒミコ（双葉社『漫画アクション』）
- 新緑の頃に君は何を想ふ（秋田書店『週刊少年チャンピオン』2004年24号）
- BMクロニクル（秋田書店『プレイコミック』2011年9月号、10月号）
- イエロー・モンク（秋田書店『チャンピオンRED』2019年6月号）

### ネーム担当作品
- 闇金ウシジマくん外伝 肉蝮伝説2期（小学館『やわらかスピリッツ』2023年1月23日[3] - 既刊17巻）（原作：真鍋昌平、作画：嶋田ひろあき）
- 脳科学者転生（小学館『やわらかスピリッツ』2024年8月28日 - ）（原作：中野信子、作画：丸円子）